# Ореховець (Шмарє-при-Єлшах)
Ореховець (словен. Orehovec) — поселення в общині Шмарє-при-Єлшах, Савинський регіон, Словенія. 
Висота над рівнем моря: 403,3 м.